# بیل فینه‌گن
بیل فینه‌گِن (انگلیسی: Bill Finnegan؛ ‏ ۲۹ ژوئن ۱۹۲۸ – ۲۸ نوامبر ۲۰۰۸) تهیه‌ککنده فیلم و تلویزیون اهل ایالات متحده آمریکا بود. وی بین سال‌های ۱۹۵۰ تا ۲۰۰۳ میلادی فعالیت می‌کرد.
از فیلم‌ها یا مجموعه‌های تلویزیونی که وی در آن‌ها نقش داشته است، می‌توان به قصر سفید، حقیقت تلخ است، بیکرهای شگفت‌انگیز و هاوایی فایو-او اشاره نمود.